# Luisa Sigea
Luisa Sigea de Velasco también conocida por Luísa Sigeia, Luísa Sigea Toledana o por la versión latinizada Aloysia Sygaea Toletana (Tarancón, provincia de Cuenca, c. 1522 – Burgos, 13 de octubre de 1560) fue una humanista, poetisa y políglota española del Renacimiento.

## Biografía
Nacida hacia 1522 en Tarancón (actual provincia de Cuenca), que entonces pertenecía a la diócesis y reino de Toledo. Fue hija de Diego Sigeo, un humanista oriundo de Francia, también apodado el toledano como su hija, y de Francisca de Velasco, dama de familia ilustre, originaria de Tarancón. Tuvo dos hermanos Diego y Antonio, y una hermana Ángela. Su padre dio tanto a sus hijos como sus hijas sin distinción una instrucción esmeradísima. Como fue instructor de María Pacheco, mujer del comunero Juan de Padilla, participó en la guerra de las comunidades contra Carlos I de España del lado de ésta y tuvo que marchar a Portugal en 1522 acompañando a la viuda en su exilio. A pesar de ser perdonado junto al resto de sirvientes, decidió continuar al lado de su empleadora en el exilio. Hacia 1536, más de una década después del exilio de su padre, éste llamó a su familia a reunirse con él en Portugal.
En 1540, cuando contaba 18 años de edad, a través de un amigo de su padre, el italiano Girolamo Britonio, envió una carta en latín al papa Paulo III, junto a lo que más tarde llamó quosdam ingenioli mei flosulos, esto es, algunas flores de mi ingenio, que merecieron muchos elogios.
A comienzos de 1542, su padre fue invitado a llevar a sus hijas a la corte de la reina doña Catalina como moças de câmara. Luisa y su hermana Ángela se unieron a las cultas damas que constituían el séquito de doña María de Portugal, entre ellas Paula Vicente, hija del poeta y dramaturgo Gil Vicente, y Joana Vaz. En la corte, Ángela Sigea y Paula Vicente se dedicaron más a la música y Joana Vaz y Luísa Sigea, notables humanistas, eran las damas latinas o puellae doctae.
Luisa permaneció en ese cargo palaciego hasta 1552, año en que se casó con el hidalgo burgalés Francisco de las Cuevas; Luisa intentó por entonces reincorporarse a la vida cortesana. Tuvieron una sola hija, Juana de Cuevas y Sigea, nacida el 25 de agosto de 1557, la cual se casó el 30 de mayo de 1580 con Rodrigo Ronquillo Briceño y del Castillo, de la mejor nobleza de Burgos; hijo de Gonzalo Ronquillo de Peñalosa y bisnieto del célebre Alcalde Rodrigo Ronquillo y Briceño, de este casamiento resultó numerosa descendencia. 
En 1558 la familia se trasladó a Valladolid, donde entraron al servicio de María de Habsburgo, hija de Felipe I de Castilla y que fuera reina consorte de Hungría por su casamiento con Luis II de Hungría y Bohemia. Francisco de Cuevas desempeñó el cargo de secretario y su mujer de dama latina. Pero duró poco esta situación, ya que el 18 de octubre de 1558 la reina de Hungría falleció repentinamente. Luisa escribió de inmediato al rey Felipe II de España solicitando empleo para sí y su marido, alegando pobreza, algo que la documentación conocida sobre su casa no confirma. Esa será durante los dos últimos años de su corta vida una actividad constante: los intentos por volver a la vida cortesana. Con esa intención, a princípios de 1560, Luisa Sigea fue a Toledo para pedir, a través del embajador de Francia un empleo junto a Isabel de Valois, recién casada con Felipe II; pero, aunque fue recibida por la nueva reina, no obtuvo cargo alguno. Desanimada, regresó a Burgos, donde falleció el 13 de octubre de 1560.

## Obra
Luisa Sigea hablaba español, francés, portugués e italiano, dominó el latín, el griego, el hebreo, el árabe y el caldeo o siriaco y estaba muy versada en filosofía, poesía e historia. Al parecer, unía también a su talento una espléndida hermosura, y fue celebrada en ambos aspectos por numerosos ingenios de su época. 
De su obra destaca el poema en latín Syntra escrito en 1546 y publicado en París en 1566.  Está inspirado en los paisajes que rodeaban una de las residencias reales. Debió ser un encargo ya que era una escritora profesional de la corte.
Escribió además el opúsculo Dialogus de differentia vitae rusticae et urbanae o Colloquium habitum apud villam inter Flamminia Romanam et Blesillam Senensem. Terminada en 1552 es una conversación en latín entre dos amigas sobre la forma de vida que más les conviene, la vida agitada de la corte o la tranquilidad de la vida retirada. Sigue el esquema de tres días divididos en pausas para comer y echar la siesta. Ambas son muy apasionadas con sus argumentos.
Se conserva también un epistolario y varios poemas, entre otras obras, aunque se ha perdido gran parte de ellas. Hay constancia de cuatro en castellano y cuatro en latín. Las primeras están dirigidas a un "señor" y las latinas al Papa, al rey Felipe II, al preceptor del príncipe Carlos y a su sobrino Francisco Pérez
Editó Syntra Francisco Cerdá y Rico en sus Clarorum hispanorum opuscula selecta et rariora tum latina, tum hispana magna ex parte nunc primum in lucem edita (Madrid: Antonio de Sancha, 1781) y Marcelino Menéndez Pelayo lo tradujo al castellano. Adolfo Bonilla y San Martín editó un epistolario suyo que se encuentra en la British Library (“Clarorum hispaniensium epistolae ineditae”, Revue Hispanique, VIII, 1901), pp. 296-297. Manuel Serrano y Sanz imprimió por vez primera su Duarum virginum colloquium entre otros textos (1905).